# Wereldkampioenschappen schoonspringen 2023 – Landenwedstrijd
De landenwedstrijd tijdens de wereldkampioenschappen schoonspringen 2023 vond plaats op 18 juli 2023 in het Prefecturale zwembad van Fukuoka in Fukuoka.

## Uitslag
| Rang   | Land             | Namen                                                                           | Punten |
| ------ | ---------------- | ------------------------------------------------------------------------------- | ------ |
| Goud   | China            | Bai Yuming Zheng Jiuyuan Si Yajie Zhang Minjie                                  | 489,65 |
| Zilver | Mexico           | Gabriela Agúndez Jahir Ocampo Randal Willars Aranza Vázquez                     | 455,35 |
| Brons  | Duitsland        | Timo Barthel Lena Hentschel Christina Wassen Moritz Wesemann                    | 432,15 |
| 4      | Australië        | Nikita Hains Maddison Keeney Cassiel Rousseau Li Shixin                         | 426,15 |
| 5      | Verenigde Staten | Krysta Palmer Jack Ryan Jessica Parratto Jordan Rzepka                          | 421,40 |
| 6      | Spanje           | Rocío Velázquez Alberto Arévalo Carlos Camacho Valeria Antolino                 | 400,00 |
| 7      | Italië           | Sarah Jodoin Di Maria Lorenzo Marsaglia Chiara Pellacani Eduard Timbretti Gugiu | 365,85 |
| 8      | Zuid-Korea       | Kim Su-ji Yi Jae-gyeong Cho Eun-bi Kim Yeong-taek                               | 345,60 |
| 9      | Cuba             | Anisley García Carlos Escalona Prisis Ruiz Carlos Ramos                         | 341,50 |
| 10     | Maleisië         | Nur Binti Muhammad Abrar Raj Kimberly Bong Jeilson Jabillin Hanis Jaya Surya    | 320,00 |
| 11     | Brazilië         | Luana Lira Ingrid Oliveira Isaac Souza Rafael Fogaça                            | 298,70 |
| 12     | Indonesië        | Andriyan Gladies Lariesa Garina Haga Adityo Restu Putra                         | 274,00 |
| 13     | Nieuw-Zeeland    | Mikali Dawson Anton Down-Jenkins Elizabeth Roussel Luke Sipkes                  | 270,90 |
| 14     | Macau            | Choi Sut Kuan He Heung Wing Lo Ka Wai Zhang Hoi                                 | 225,75 |